# Ernie Royal
Ernest Andrew „Ernie“ Royal (* 2. Juni 1921 in Los Angeles; † 16. März 1983 in New York City) war ein amerikanischer Jazztrompeter.
Royal begann mit zehn Jahren mit dem Trompetenspiel und orientierte sich zunächst an Louis Armstrong, später auch an Roy Eldridge, Harry Sweets Edison und Dizzy Gillespie. 1938 spielte er bei Les Hite und 1940 bei Lionel Hampton. Nach dem Wehrdienst arbeitete er bei Count Basie, Phil Moore, Julia Lee, Charles Mingus (Charles Mingus Octet 1952) und Woody Herman. Nach Tourneen mit den Bands von Duke Ellington und Charlie Barnet wirkte er Anfang der 1950er zwei Jahre lang in Frankreich, u. a. bei Jacques Hélian. Nach seiner Rückkehr 1952 leitete er mit Wardell Gray eine Combo. Weiterhin hat Royal für Stan Kenton, Neal Hefti, Gil Evans, Quincy Jones und Oliver Nelson sowie seit 1957 als Studiomusiker gearbeitet. So spielte er in der Band der Fernseh-Show The Tonight Show; er ist auch auf den Miles-Davis-Alben Sketches of Spain (1957) und Porgy and Bess (1958), mit dem Nonett von Gene Ammons, beim Townhall-Concert-Album von 1963 von Mingus sowie auf dem Album The Individualism of Gil Evans zu hören.
Sein älterer Bruder war der Klarinettist und Altsaxophonist Marshall Royal.